# 洋浦盐田
洋浦盐田是位於中国海南省洋浦半岛盐田村的一处考古遗址。这片古盐田有750亩，距今已有1200多年历史，传说是从福建莆田迁移而来的盐工所造。该地区由一千多块石头组成，顶部平切，用于蒸发海水以生产盐分 。石头的边缘有一个薄的边缘以容纳水。 在涨潮时，石头的表面会充满海水。在退潮时，海水会蒸发，留下盐，用于收集。
2013年3月5日公布为第七批全国重点文物保护单位。2024年10月22日，入选第六批国家工业遗产。